# Кипнис, Александр
Александр Кипнис (англ. Alexander Kipnis, при рождении Ну́хим Ша́евич Ки́пнис; 1 (13) февраля 1891, Житомир, Российская империя — 14 мая 1978, Уэстпорт, Коннектикут, США) — американский оперный певец (бас). 

## Биография
Родился 1 февраля (по старому стилю) 1891 года в Житомире в семье горошковского мещанина Шаи Янкель-Мошковича Кипниса (1855 — 13 апреля 1903) и гродненской мещанки Махли Абрамовны Кипнис (в девичестве Типограф, 1865—?). Родители заключили брак в Житомире 6 мая 1882 года. Семья жила в доме Либермана (позже в доме Яницкого) на Павликовке. Талант Кипниса к пению был замечен в раннем детстве и мальчиком после смерти от чахотки отца он был отдан певчим с проживанием к гастролировавшему в Житомире бессарабскому кантору. Таким образом, детские годы будущий певец провёл синагогальным певчим в Бессарабии и начал собственную музыкальную карьеру кантором. Одновременно был занят в водевильных постановках еврейской театральной труппы на идише.
Для продолжения музыкального образования Кипнис поступил в Варшавскую консерваторию на дирижёрское отделение. Впоследствии обучался пению в Берлине у выдающегося педагога Эрнста Гренцебаха. Дебютировал в качестве оперного певца в Гамбурге. В первые годы своей карьеры выступал в Висбаденской опере, впоследствии стал ведущим басом Берлинской императорской оперы. Также выступал в Венской опере и в Чикаго. Участвовал в Байройтском фестивале.
Приход Гитлера к власти закрыл для евреев, включая Кипниса, театральные сцены Германии. Певец был вынужден продолжать карьеру в Америке. С 1940 года был солистом «Метрополитен-оперы» (Нью-Йорк); его высоко ставили Бруно Вальтер и Артуро Тосканини. По окончании певческой карьеры (1952) занимался преподаванием.
Александр Кипнис обладал голосом замечательного тембра, его пение богато нюансами и отличается глубоким проникновением в роль. Он одинаково хорошо исполнял более 100 оперных партий немецкого, итальянского и русского репертуара. Кроме того, Кипнис был выдающимся исполнителем песен, в особенности Брамса и Вольфа.